# プネー岡山友好公園
プネー岡山友好公園（英: Pune-Okayama Friendship Garden）は、インド・マハーラーシュトラ州のプネー市にある公園。同市で最も広い公園のひとつであり、日本の岡山市にある後楽園を模した日本庭園がある。プ・ラ・デシュパンデ公園（英: Pu La Deshpande Garden）とも呼ばれる。

## 名称
プ・ラ・デシュパンデ公園（マラーティー語: पु.ल. देशपांडे उद्यान / Pu La Deshpande Udyan）の名は、マハーラーシュトラ州出身の著名なマラーティー語作家、プルショッタム・ラクスマン・デシュパンデ（プ・ラ・デシュパンデ）にちなんでいる。
プネーの日本語表記の揺れにより、「プネ岡山友好公園」「プーネ岡山友好公園」などの表記もある。現地には「プーネ岡山友好公園」表記の石碑が立っている。

## 沿革

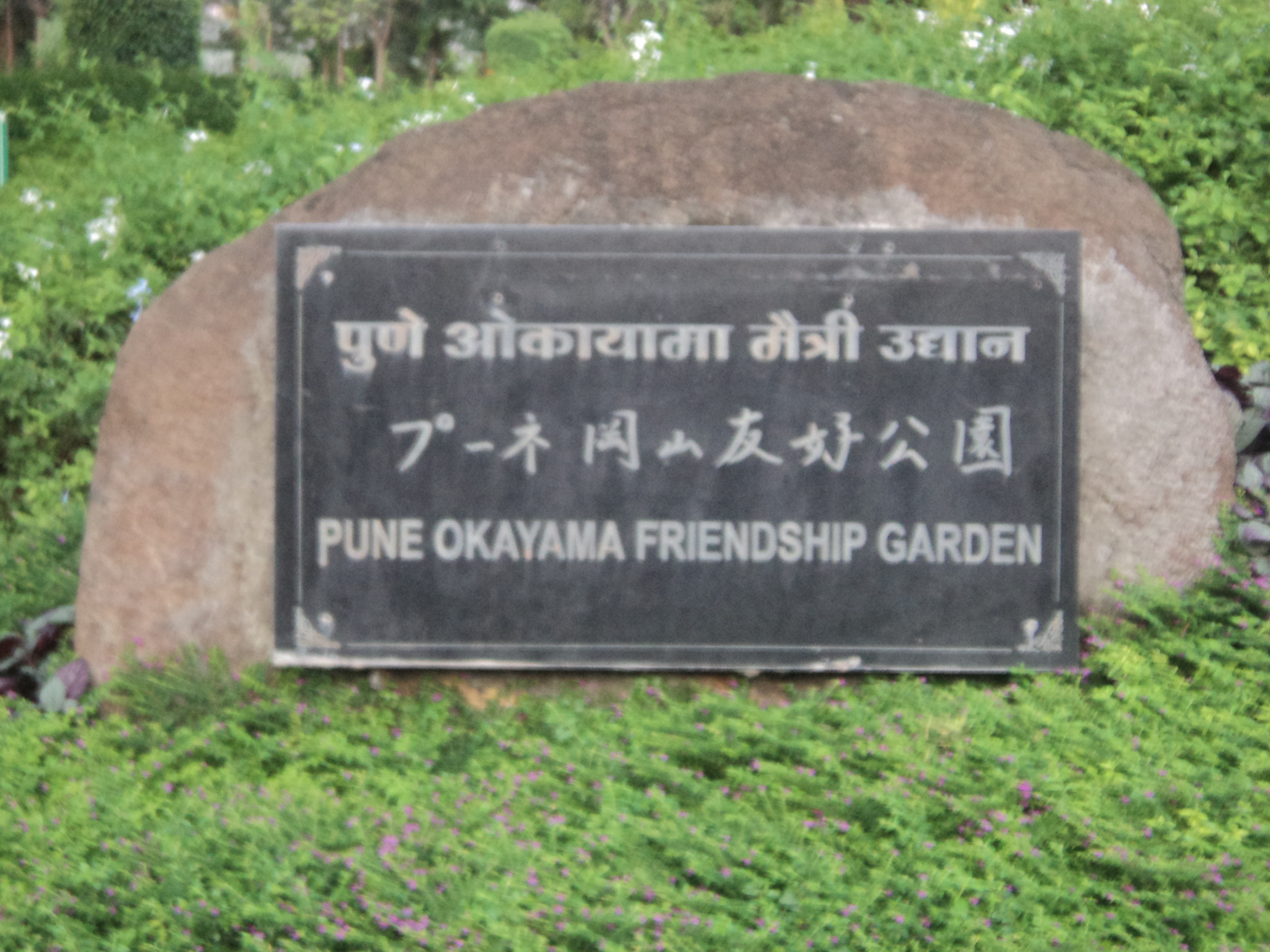
入口の石碑

庭園は、2006年1月19日に開園した。岡山市にある後楽園をモデルとして造園されている。
岡山とプネーの交流は、2003年にプネー市の行政・経済視察団が岡山県に派遣されたことを契機とする。この公園の築庭には岡山県側が協力しており、開園式典に際して岡山県とプネー市は友好交流協定を締結した。公園の完成後も、管理技術向上のために岡山県から技術者が派遣されており、またプネー市からの研修生を岡山県が受け入れている。

## 施設
庭には、その全体に広がる水路による自然な水の流れが含まれている。庭はよく維持され、芝生の上を歩くことは許可されていない。面積は10エーカーである。庭園の小道に沿って人々が散策するときに、風景の変化を楽しめるよう工夫されている。庭園には色とりどりの魚が生息しており、庭園中央の橋から眺めることができる。
この庭園の第二期工事区画はムガル庭園の名で呼ばれる。ニューデリーにあるラッシュトラパティ・バワン（インド大統領官邸）のムガル庭園 (Mughal gardens) のレプリカである。
入場料は、大人と子供（3歳以上）ともに5ルピー。庭園での飲食は許可されていない。庭園の外に有料の駐車スペースがあり、また、駐車場の近くには子供のための遊び場がある。
さまざまな映画がこの庭園で撮影されている。

## アクセス
庭園は Sinhgad road に位置しており、バス、タクシー、オートリキシャーによって容易に到達できる。この庭園は、週末や学校の休暇期間には混雑する。

## ギャラリー

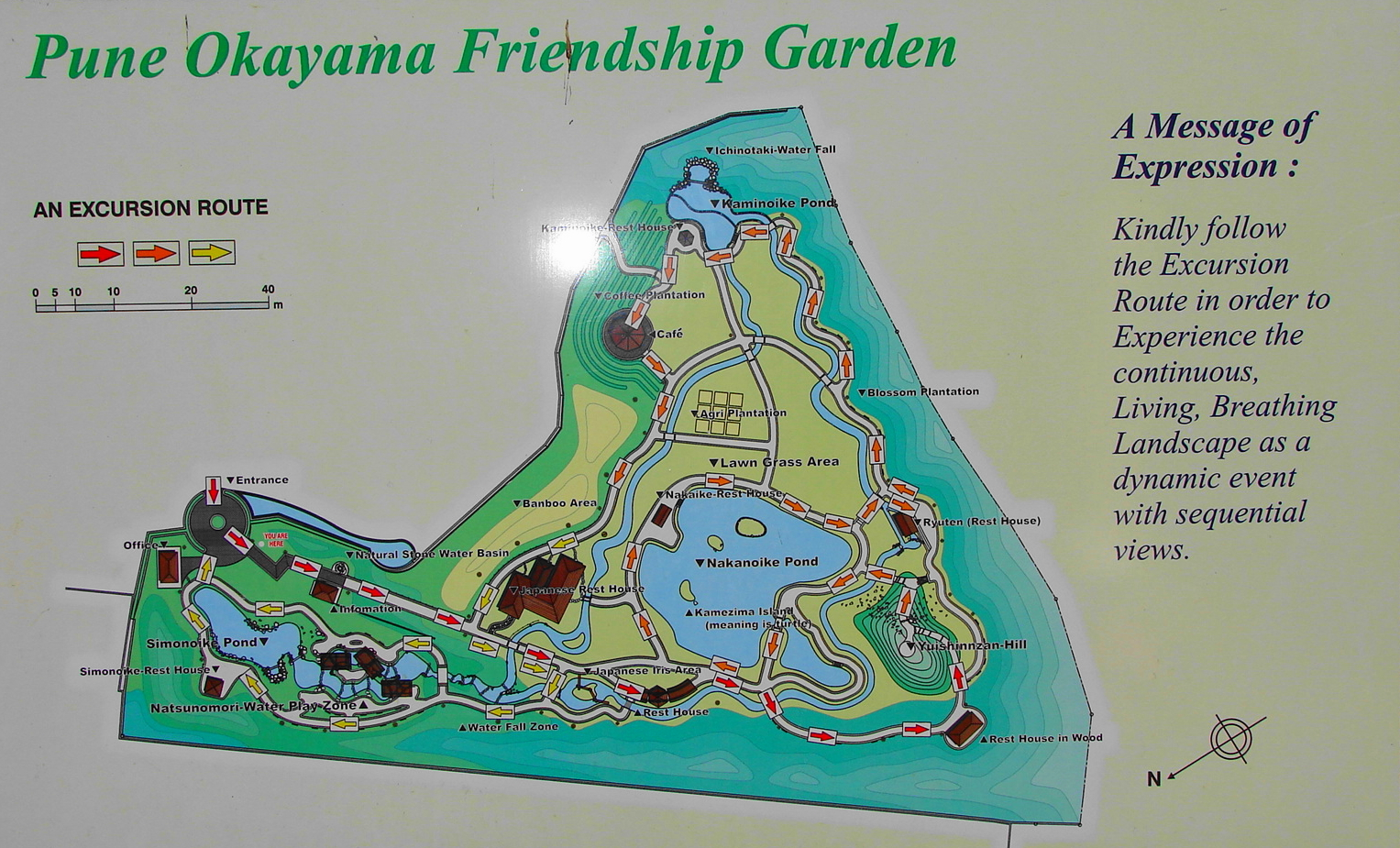
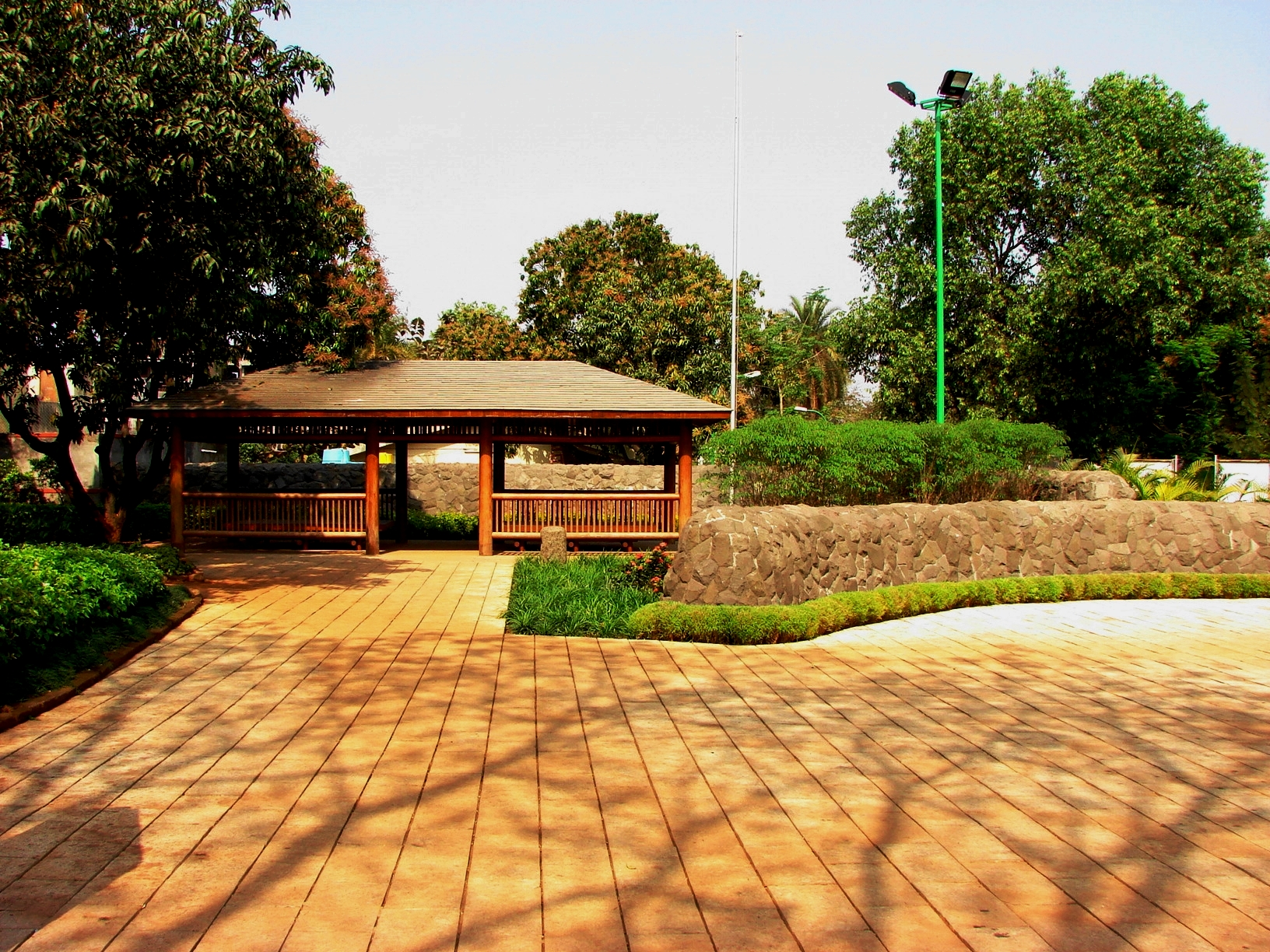
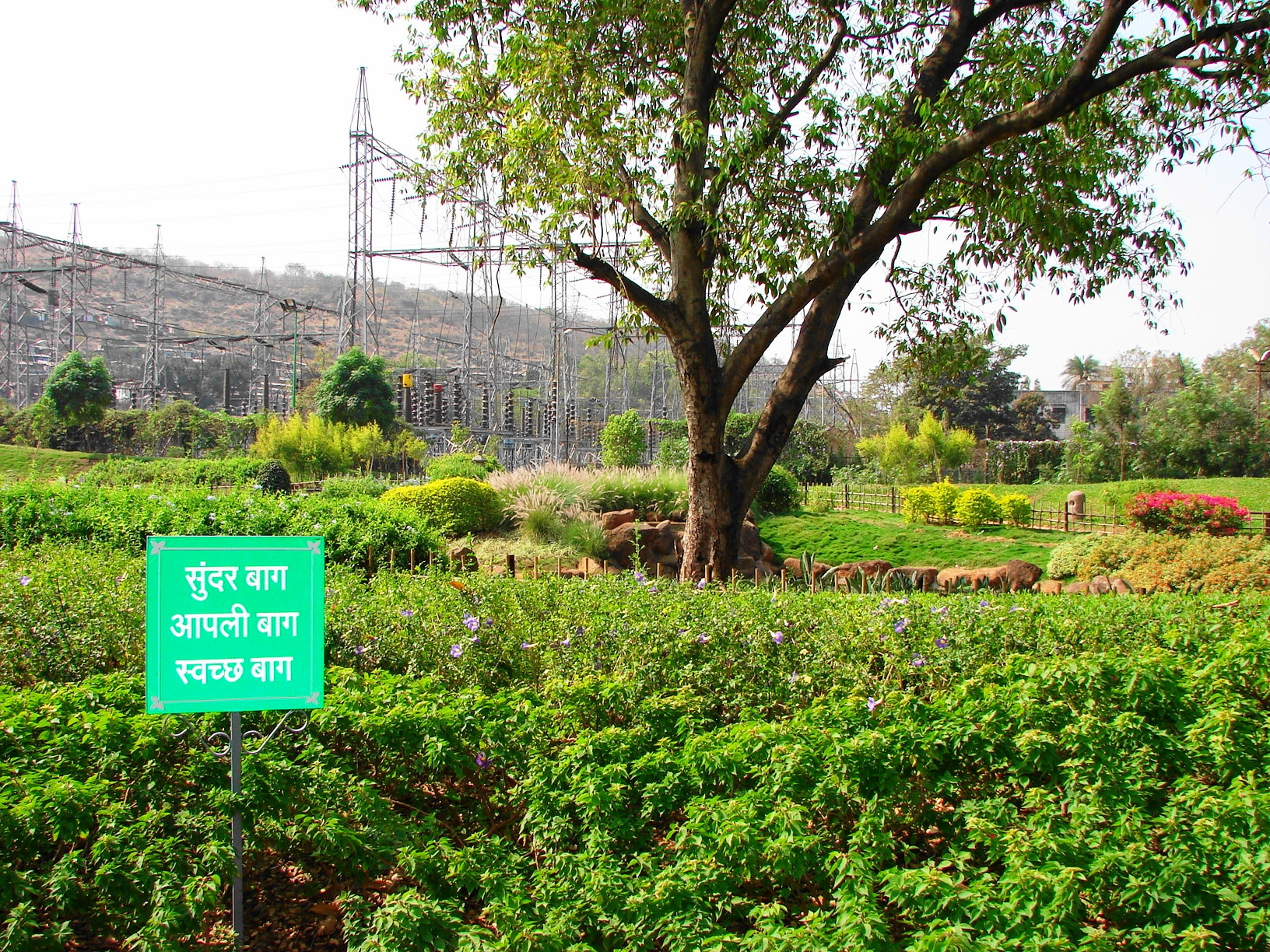
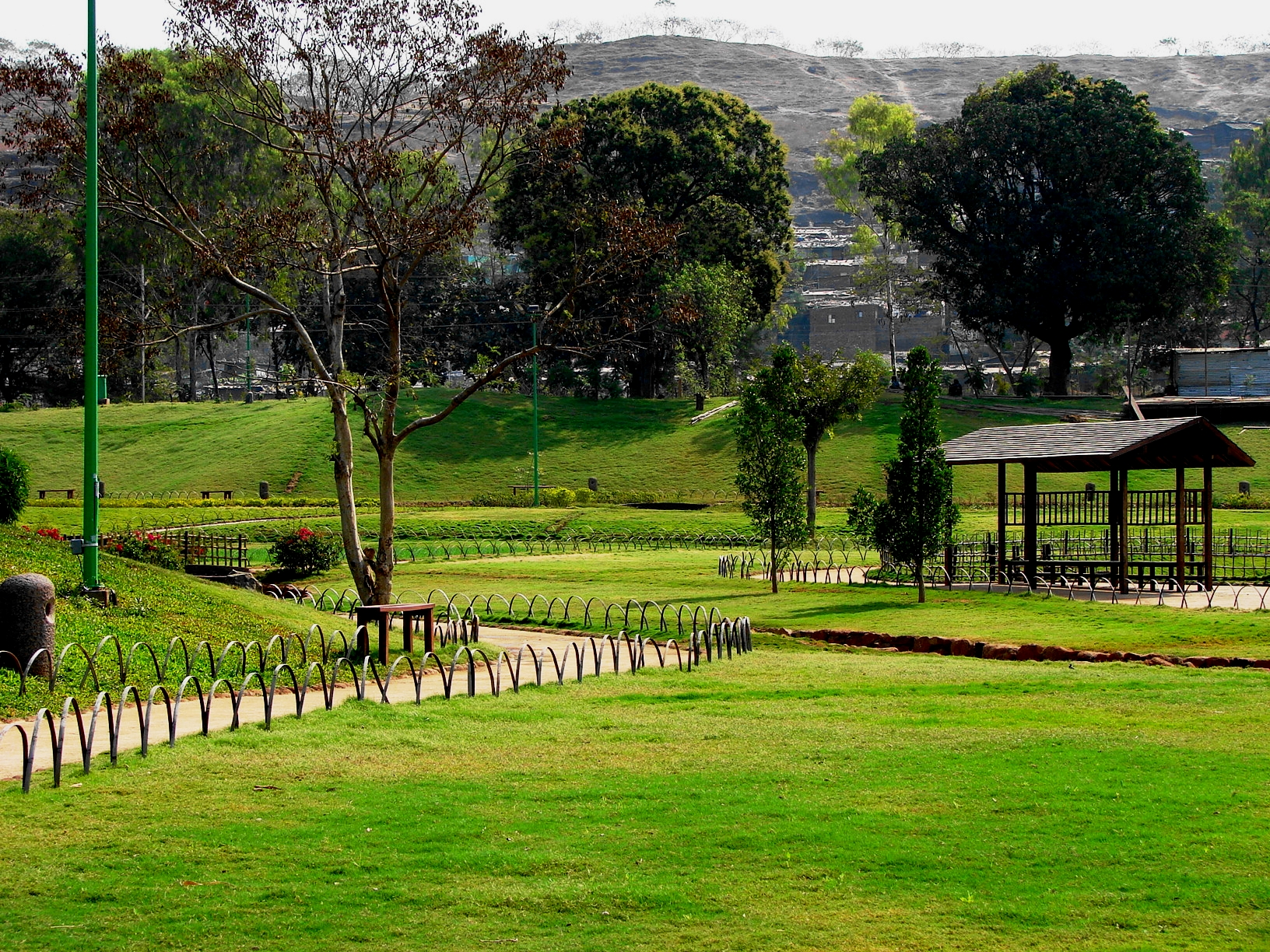
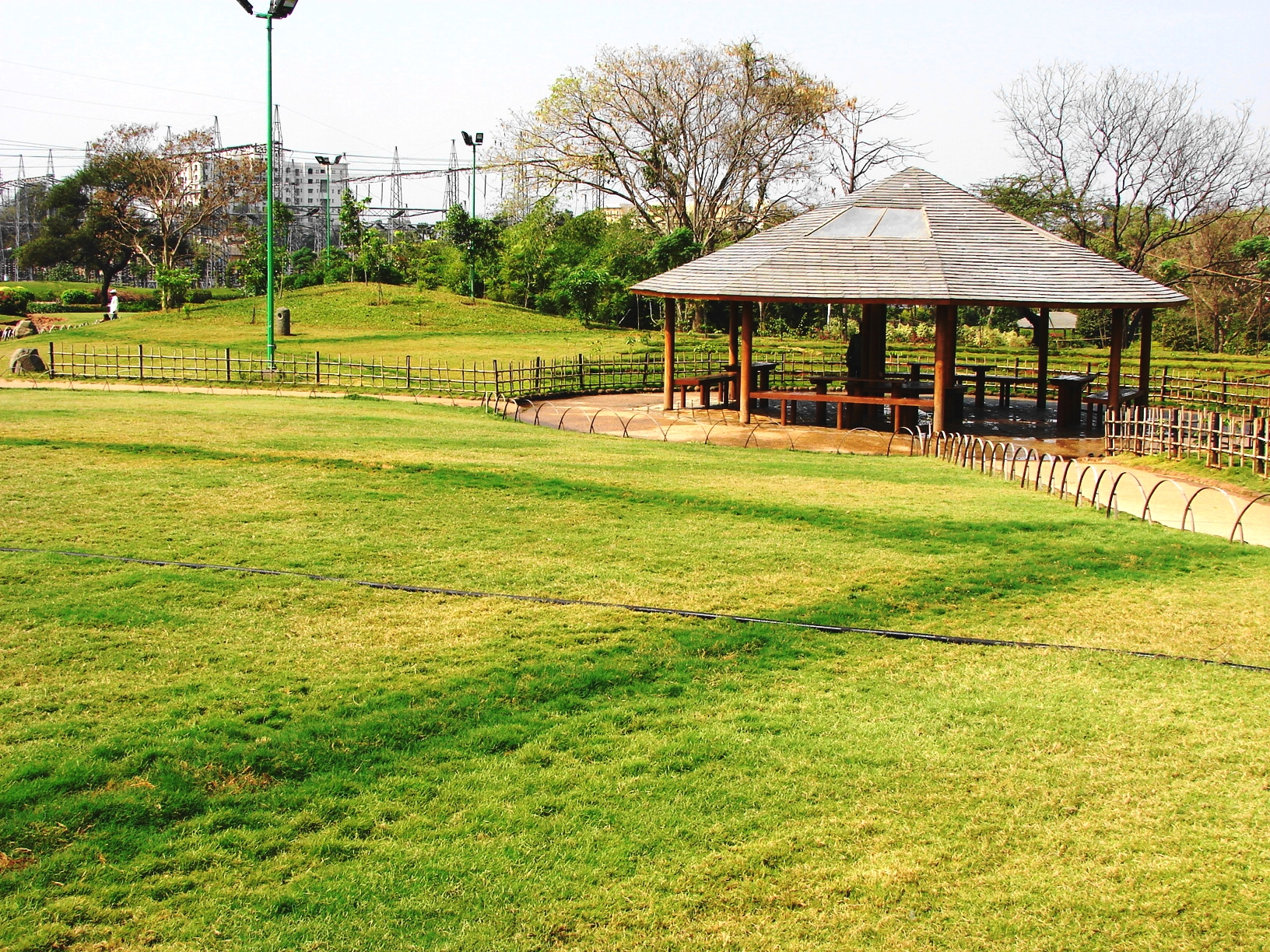
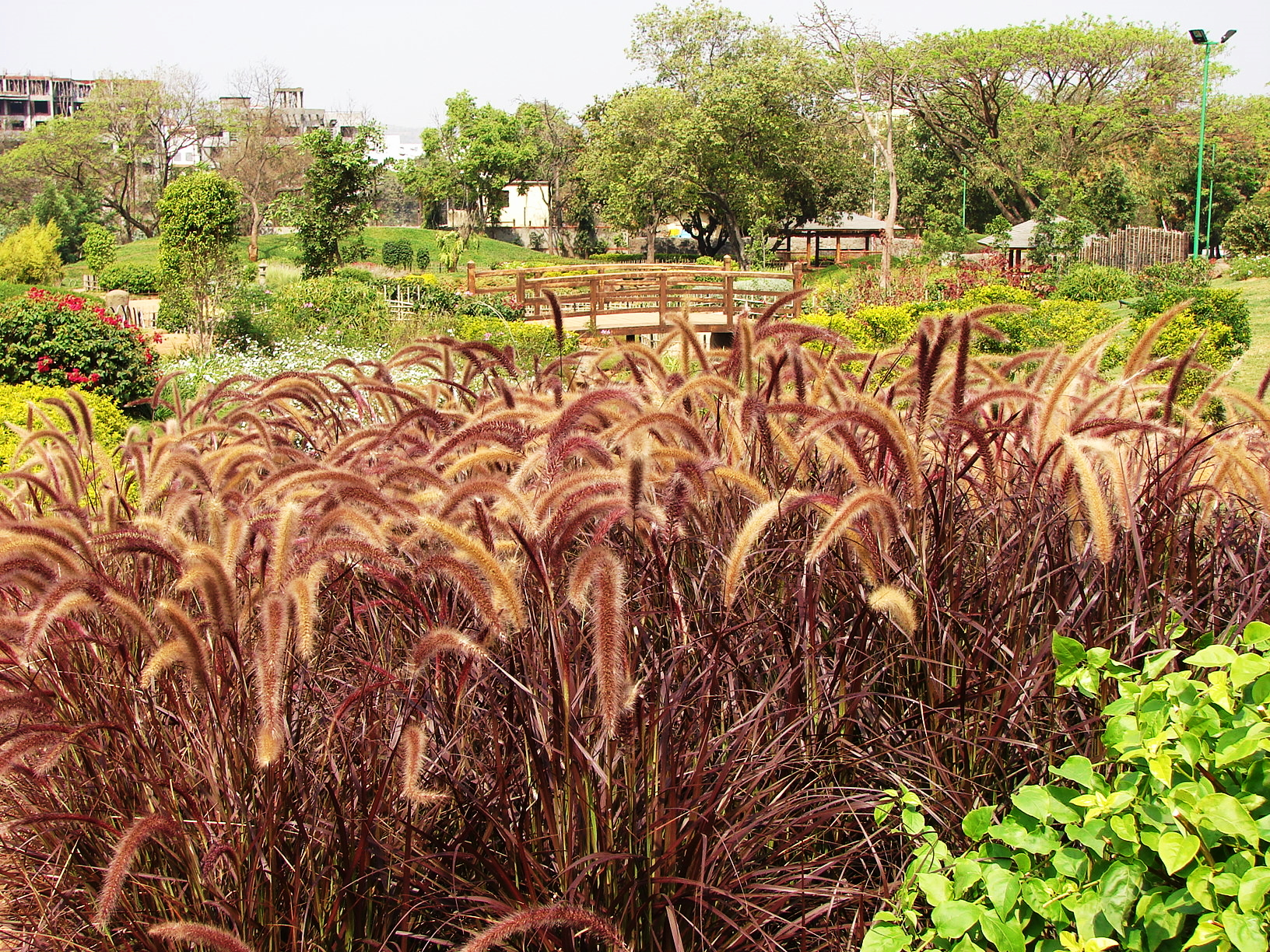
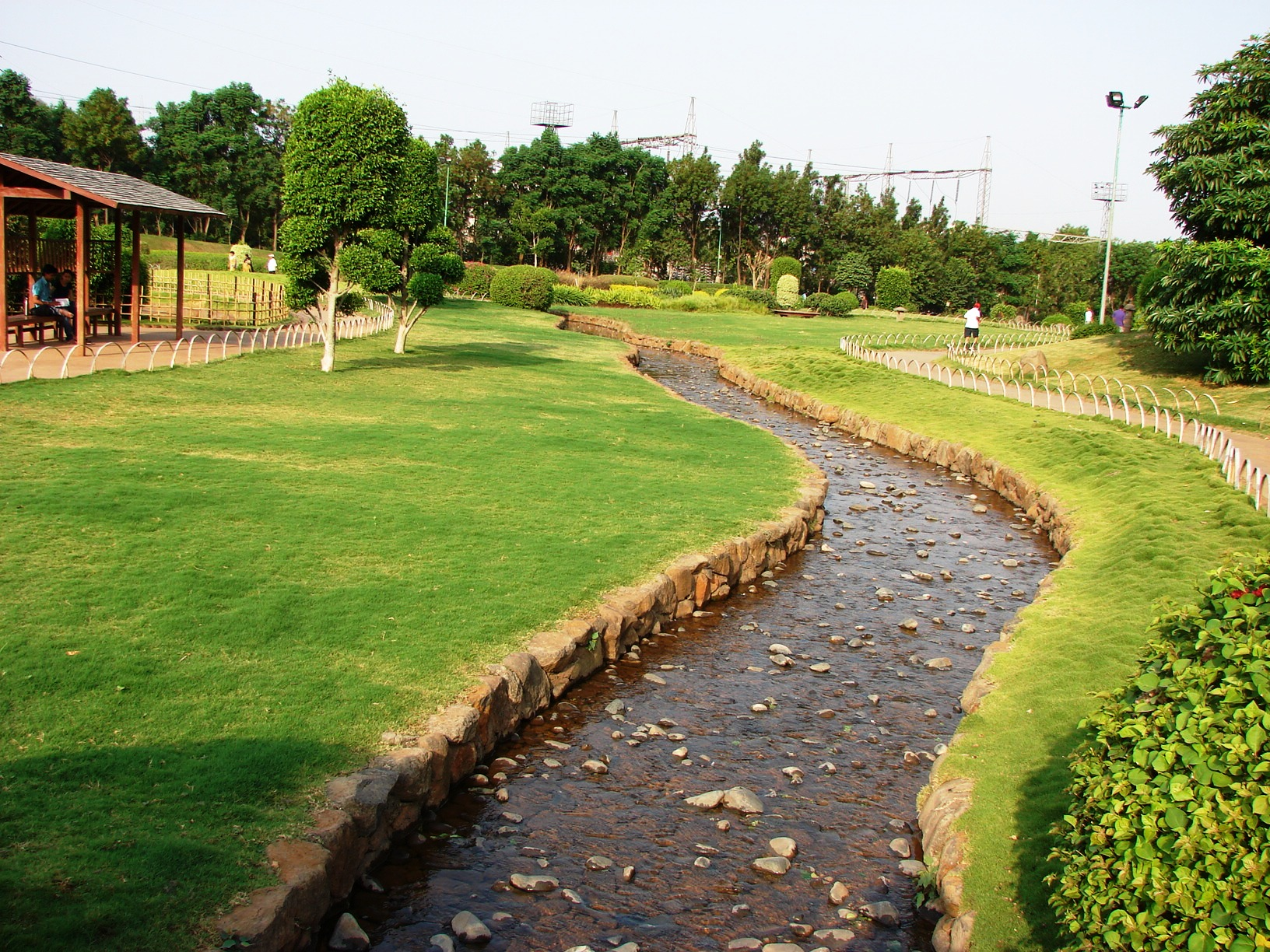
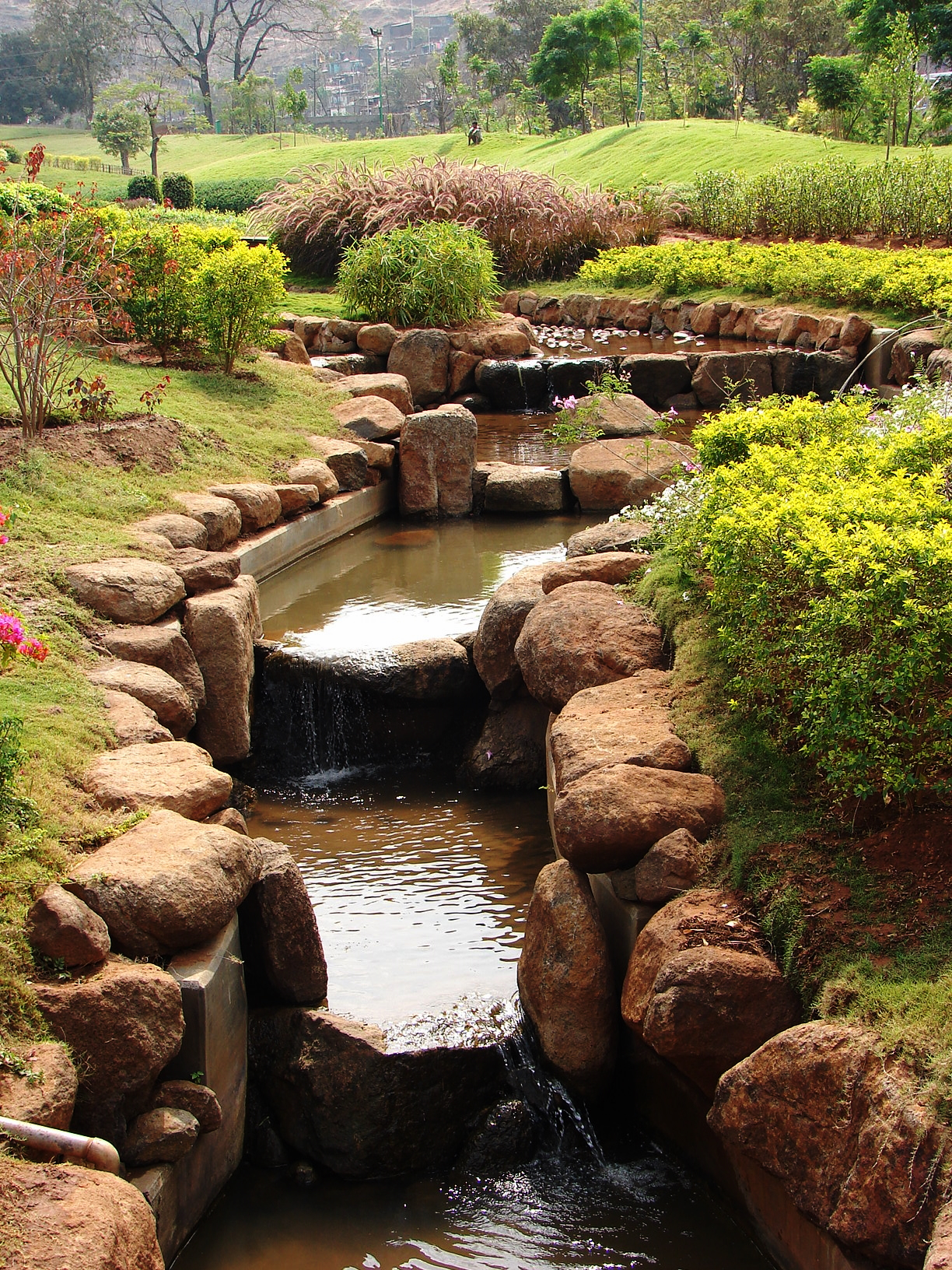
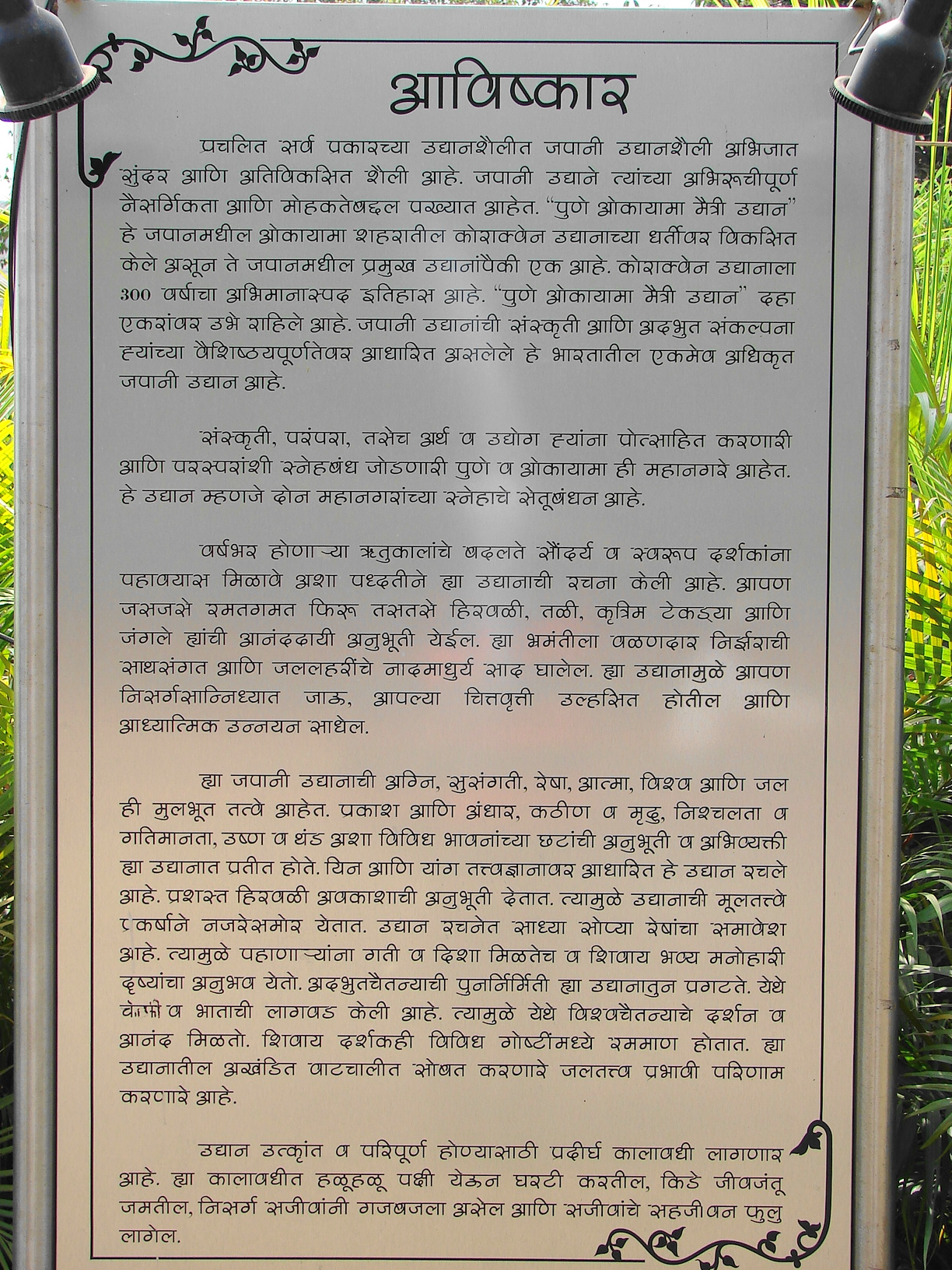
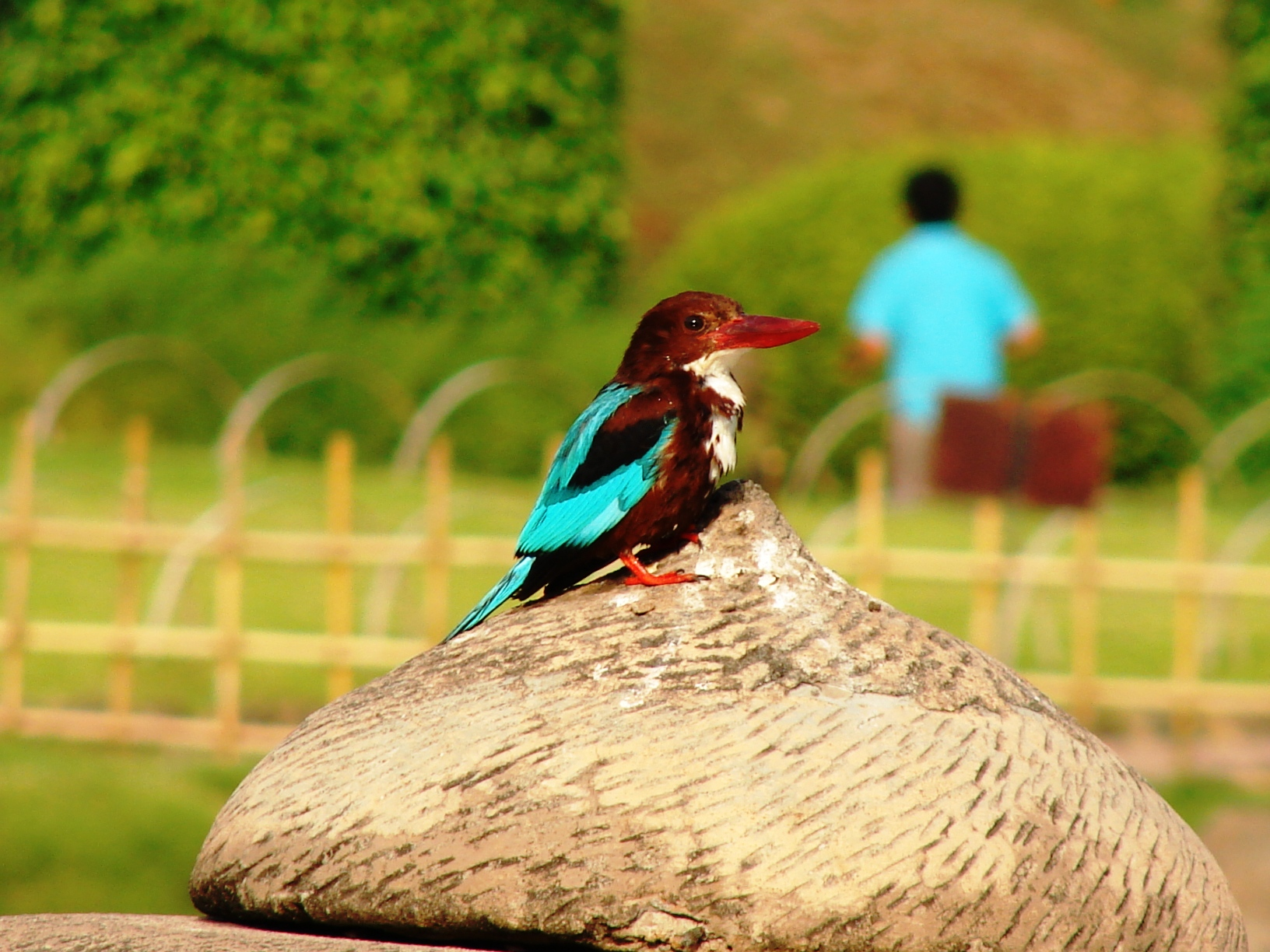
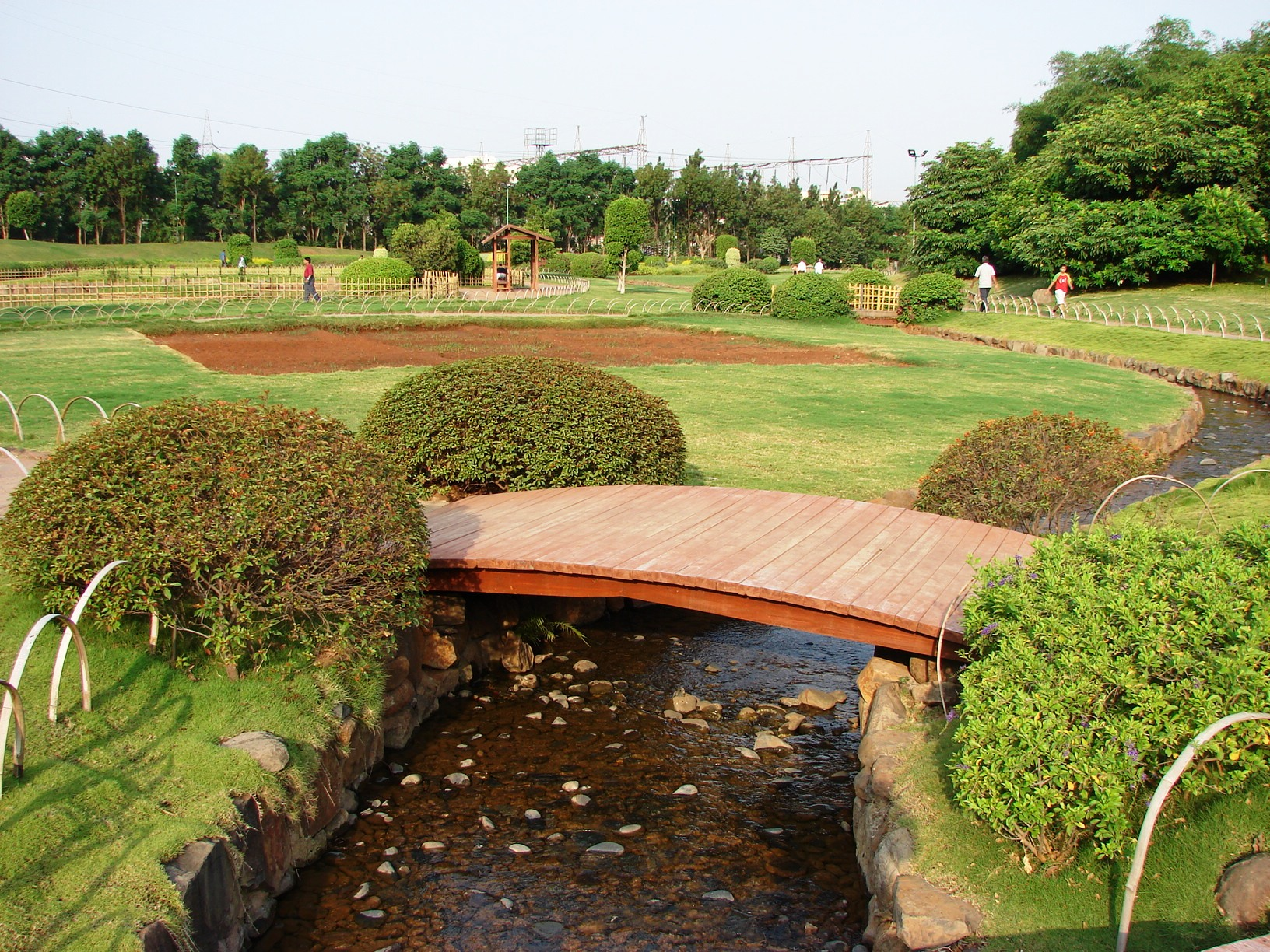
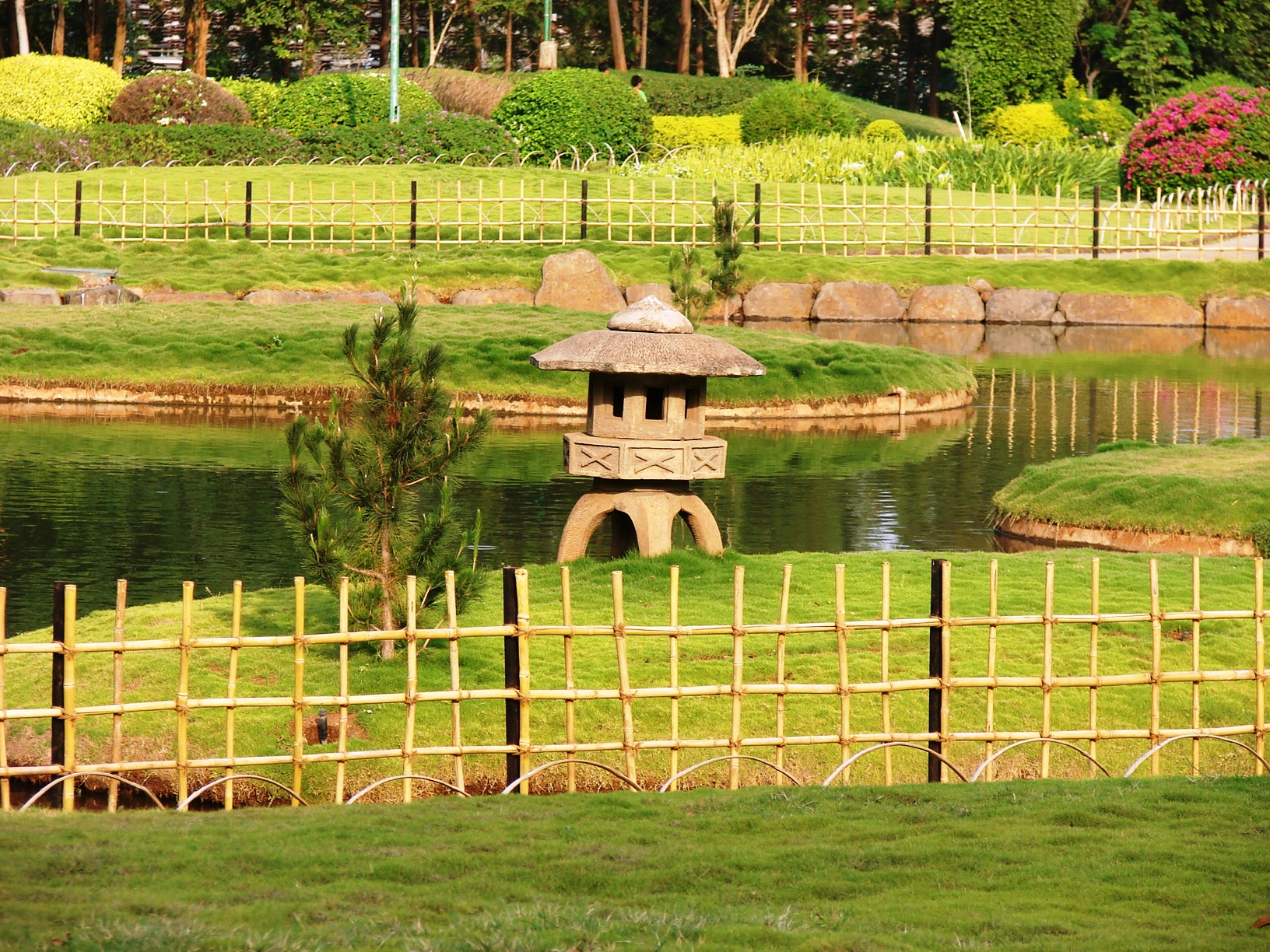